# 赤川元秀
赤川 元秀（あかがわ もとひで）は、戦国時代から安土桃山時代にかけての武将。毛利氏の家臣。父は赤川就秀。

## 生涯

### 前半生
毛利氏譜代の重臣である赤川就秀の長男として生まれる。母が井上元兼の娘であった縁からか、初めは井上元盛の娘を娶るが、後に離縁し、野上房忠の娘を継室に迎えた。
天文9年（1540年）から天文10年（1541年）にかけての吉田郡山城の戦いに参加しており、天文10年（1541年）1月13日の宮崎における戦いで尼子軍と戦い敵兵を討ち取る武功を挙げ、翌1月14日に毛利元就から感状を与えられる。
天文11年（1542年）から天文12年（1543年）にかけて行われた大内義隆の出雲遠征（第一次月山富田城の戦い）に従軍し、天文12年（1543年）5月7日に大内軍が撤退を始めると、毛利軍は尼子軍の追撃を受けたため、元秀は叔父の赤川元保や井上元有、三戸元富、児玉就光、井上就重、内藤六郎右衛門尉らと共に反撃して撃退する武功を挙げ、5月12日に元就から感状を与えられた。
天文19年（1550年）7月12日から7月13日にかけて元就によって安芸井上氏が粛清された直後の7月20日に毛利氏家臣団238名が連署して毛利氏への忠誠を誓った起請文においては、17番目に「赤川又五郎元秀」と署名している。
天文20年（1551年）1月1日に作成された番帳において、羽仁就忠や岡光良と共に3番に列せられる。
年不詳ではあるが、いくつか残されている毛利家近習衆の具足注文の一つに元秀の名（赤川又五郎）も記されているものがあり、元秀の具足数は該当の具足注文の中では最大の23両と記されている。なお、元秀の23両に続いて国司元相の17両、長井四郎三郎の10両、桂元親の8両、坂元祐と赤川元久と児玉就秋の6両と続く。

### 防長経略
天文23年（1554年）5月12日に毛利氏が大内氏から独立すると（防芸引分）、天文24年（1555年）4月11日に大内方の野間隆実が守る安芸矢野城の支城である千手山城の尾頸丸攻めにおいて元秀の中間である四郎右衛門が敵兵を討ち取る武功を立て、元就から賞された。
天文24年（1555年）10月1日の厳島の戦い直後に始まる防長経略にも従軍し、弘治2年（1556年）3月中旬までに毛利軍が周防国玖珂郡全域の制圧をほぼ完了すると、続いて陶氏の本拠である若山城が攻撃目標となった。元就は同年3月18日に元秀に宛てて若山城攻撃にあたっての方策を記した書状を送っているが、若山城のある都濃郡富田と玖珂郡の間の諸郷の地下人たちを順々に味方へ引き入れていくことで富田の地下人たちを心変わりさせて陶氏を孤立させることを基本方針として、防長経略開始後に毛利氏に服属した江良神六や八木氏、伊香賀氏内の渡辺氏のような在地に顔が利くような者たち案内者として活用すること、直近で服属させた山代衆を動員して椙杜隆康を案内者として都濃郡長穂にある陶氏の菩提寺である龍文寺の方面から若山城を攻撃すること、若山城が海辺にあるため小早川水軍の乃美宗勝と相談して警固衆を活用して海から攻城することを提案している。その上で山代衆や警固衆では対応できない場合は元就自身が大軍を率いて若山城を攻めるが、その場合でも軍の通路を確保するために武力行使と調略を駆使して玖珂郡から富田までの諸郷を味方につけることが必要であるので、玖珂郡を制圧した勢いを失わないうちに尽力するように命じている。
弘治3年（1557年）4月に大内氏を滅ぼして防長経略が完了した後、同年12月2日に毛利氏家臣239名が名を連ねて軍勢狼藉や陣払の禁止を誓約した連署起請文において、4番目に「赤川十郎左衛門尉」と署名している。
また、年不詳だが毛利氏における騎馬衆や走衆の構成を記した文書には騎馬衆の7番目に元秀の名（赤川十郎左衛門尉）が記されている。
永禄2年（1559年）2月、毛利元就は同盟相手である備中国の三村家親を助けるために毛利隆元、吉川元春、小早川隆景らと共に備中国に出陣し、尼子氏の後ろ盾を得て三村家親と対立した庄為資を降伏させ、備中国をほぼ平定した。続いて元就と隆元は備中国の陣中において石見国への出陣準備に着手し、3月13日に隆元は福永兵庫助に戦費の調達を命じた後、3月25日には元秀を益田氏と周布氏のもとに派遣して近日に石見国へ出陣するのでその際の援助を依頼した。

### 伊予国と九州への出兵
永禄11年（1568年）2月に毛利氏は伊予国の河野氏への援軍派遣の準備を開始し、4月中旬に吉川元春・元資（後の元長）父子が出雲国と石見国、小早川隆景が備後国、宍戸隆家が備中国の将兵を率い、毛利本軍は輝元の名代の福原貞俊や軍奉行の国司元武と児玉元良らが率いて安芸国佐伯郡の草津から出兵した（毛利氏の伊予出兵）。なお、宍戸隆家の要請を受けた輝元は4月3日に元秀を検使として派遣することを命じ、元秀は宍戸隆家に随行して伊予国へ出陣した。その後、毛利軍は5月上旬には安芸国に凱旋した。
同年6月30日、毛利元就と輝元から粟屋元勝や長井元為と共に北九州での大友氏攻めにおける陣奉行に任じられる。
永禄12年（1569年）4月8日、毛利輝元は元秀ら陣奉行3人に書状を送り、陣替え等による陣奉行の辛労を労い、龍造寺隆信との和談についての進捗を尋ねている。

### 毛利輝元時代
元亀3年（1572年）12月2日に定められた毛利氏掟では、御四人の福原貞俊、口羽通良、吉川元春、小早川隆景から元秀、平佐就之、児玉就方、国司元相、粟屋元通に宛てて送られた掟の文面を確認し、翌12月3日に年寄衆の一人として元秀も「赤川十郎左衛門尉」と署名している。
天正10年（1582年）頃には備中福山城に在番しており、同年4月12日に毛利輝元から備中国と美作国の情勢が落ち着いた際に400貫の給地を与えることを約束された。
また、この頃に父・就秀が病で体調を崩したため、同年7月27日に毛利輝元が元秀に書状を送り、就秀の体調を心配して油断無く養生するように命じると共に、元秀の嫡男の元房に伊予国への出陣を命じている。同年10月24日にも輝元は元秀に書状を送り、就秀の体調を訪ねて油断無く治療するように命じると共に、元秀は就秀の養生のために残るのであれば元秀の嫡男・元房を是非出陣させるように命じ、委細は湯川元常から伝えることを伝えている。
天正13年（1585年）3月27日、豊臣秀吉の四国攻めにおいて元秀が嫡男の元房と共に従軍することについて、毛利輝元は湯原春綱を通じて祝着であると元秀に伝えている。
同年8月に長宗我部元親が秀吉に降伏して四国攻めは完了したが、未だ降伏しようとしなかった伊予大津城（後の大洲城）攻めのため、小早川隆景らが率いる毛利軍は閏8月21日に大津城付近に着陣した。閏8月23日に毛利輝元は大津城攻めの援軍として、15日間ないし20日間の予定で閏8月26日に安芸国の草津から出陣することを元秀に命じている。
天正19年（1591年）12月30日に死去。嫡男の元房が後を継いだ。

## 系譜
- 父：赤川就秀（?-1595）
- 母：井上元兼の娘（?-?）
- 正室：井上元盛の娘（?-?）
  - 長男：赤川元房（?-1629）
  - 次男：長沼元正（1552-1625） - 長沼元氏の養子。
- 継室：野上房忠の娘（?-?）
  - 長女：児玉元兼室（?-?）
  - 次女：兼重元続室（?-?）
  - 三女：天野元勝室（?-?）
  - 四女：渡辺元室（?-?）
  - 女子：国司元蔵正室（?-?）